# Giải bóng đá vô địch quốc gia Tajikistan 2004
Giải bóng đá vô địch quốc gia Tajikistan là giải bóng đá cao nhất của Liên đoàn bóng đá Tajikistan, thành lập năm 1992.  Đây là thống kê của Giải bóng đá vô địch quốc gia Tajikistan mùa giải 2004.

## Bảng xếp hạng
| VT | Đội                        | ST | T  | H | B  | BT  | BB  | HS   | Đ  |
| -- | -------------------------- | -- | -- | - | -- | --- | --- | ---- | -- |
| 1  | Regar-TadAZ (C)            | 36 | 26 | 8 | 2  | 111 | 32  | +79  | 86 |
| 2  | Vakhsh Qurghonteppa        | 36 | 26 | 7 | 3  | 89  | 24  | +65  | 85 |
| 3  | Aviator Bobojon Ghafurov   | 36 | 22 | 5 | 9  | 87  | 33  | +54  | 71 |
| 4  | Khujand                    | 36 | 17 | 9 | 10 | 56  | 36  | +20  | 60 |
| 5  | BDA Dushanbe               | 36 | 15 | 7 | 14 | 65  | 56  | +9   | 52 |
| 6  | Uroteppa                   | 36 | 11 | 8 | 17 | 52  | 65  | −13  | 41 |
| 7  | CSKA Pamir Dushanbe        | 36 | 11 | 4 | 21 | 55  | 76  | −21  | 37 |
| 8  | Danghara                   | 36 | 10 | 7 | 19 | 47  | 67  | −20  | 37 |
| 9  | Ansol Kulob                | 36 | 10 | 6 | 20 | 55  | 70  | −15  | 36 |
| 10 | Safarbek Karimov Gozimalik | 36 | 0  | 1 | 35 | 15  | 179 | −164 | 1  |

1. ↑  Aviator chuyển từ Chkalovsk đến Ghafurov vào đầu mùa giải.
2. ↑  Uroteppa bị loại khỏi giải sau vòng 31 sau 2 trận không xuất hiện.
3. ↑  Safarbek Karimov Gozimalik bỏ giải sau vòng 22.

## Vua phá lưới
| Thứ hạng | Cầu thủ           | Câu lạc bộ          | Bàn thắng |
| -------- | ----------------- | ------------------- | --------- |
| 1        | Sukhrob Khamidov  | Regar-TadAZ         | 33        |
| 2        | Nazir Rizomov     | Vakhsh Qurghonteppa | 32        |
| 3        | Shuhrat Shamsiyev | Uroteppa            | 23        |